# Hương Long (phường)
Hương Long là một phường thuộc quận Phú Xuân, thành phố Huế, Việt Nam.

## Địa lý
Phường Hương Long nằm ở phía tây quận Phú Xuân, có vị trí địa lý:
- Phía đông giáp phường An Hòa và phường Kim Long
- Phía tây giáp phường Hương An và phường Long Hồ
- Phía nam giáp quận Thuận Hóa
- Phía bắc giáp phường An Hòa và phường Hương An.

Phường Hương Long có diện tích 7,28 km², dân số năm 2010 là 10.990 người, mật độ dân số đạt 1.509 người/km²

## Lịch sử
Trước đây, Hương Long là một xã thuộc huyện Hương Trà.
Ngày 11 tháng 3 năm 1977, huyện Hương Trà sáp nhập với các huyện Phong Điền và Quảng Điền thành huyện Hương Điền, xã Hương Long thuộc huyện Hương Điền.
Ngày 11 tháng 9 năm 1981, Hội đồng Bộ trưởng ban hành Quyết định 64-HĐBT. Theo đó, chuyển xã Hương Long về thành phố Huế quản lý.
Ngày 25 tháng 3 năm 2010, Chính phủ ban hành Nghị quyết 14/NQ-CP. Theo đó, thành lập phường Hương Long trên cơ sở toàn bộ 728,2 ha diện tích tự nhiên và 10.990 người của xã Hương Long.
Ngày 30 tháng 11 năm 2024:
- Quốc hội ban hành Nghị quyết số 175/2024/QH15[5] về việc thành lập thành phố Huế trực thuộc trung ương trên cơ sở toàn bộ diện tích và dân số tỉnh Thừa Thiên Huế (nghị quyết có hiệu lực từ ngày 1 tháng 1 năm 2025).
- Ủy ban Thường vụ Quốc hội ban hành Nghị quyết số 1314/NQ-UBTVQH15[6] về việc sắp xếp đơn vị hành chính cấp huyện, cấp xã của thành phố Huế giai đoạn 2023 – 2025 (nghị quyết có hiệu lực từ ngày 1 tháng 1 năm 2025). Theo đó, thành lập quận Phú Xuân thuộc thành phố Huế. Phường Hương Long trực thuộc quận Phú Xuân.